# Josef Munzinger
Josef Munzinger (Olten, 11 de novembro de 1791 — Berna, 6 de fevereiro de 1855) foi um político suíço.
Foi eleito para o Conselho Federal em 16 de novembro de 1848, como um dos primeiros sete Conselheiros, e terminou o mandato a 6 de fevereiro de 1855 com a sua morte.
Josef Munzinger foi Presidente da Confederação Helvética em 1851.